# Transatlanticism
Transatlanticism werd in oktober 2003 uitgebracht door de indie band Death Cab for Cutie onder het Barsuk Records-label. In Europa werd de cd onder het Fierce Panda-label uitgebracht. Het was het zesde album van Death Cab for Cutie in Europa. Nummers van het album Transatlanticism werden gebruikt in verschillende Amerikaanse televisieseries, waaronder Six Feet Under en The O.C.. Er werden meer dan 225.000 exemplaren van het album verkocht.

## Bezetting
- Ben Gibbard - zang, gitaar
- Nick Harmer - bas
- Jason McGerr - drums
- Chris Walla - gitaar

## Tracklist
1. The New Year
2. Lightness
3. Title and Registration
4. Expo '86
5. The Sound of Settling
6. Tiny Vessels
7. Transatlanticism
8. Passenger Seat
9. Death of an Interior Decorator
10. We Looked Like Giants
11. A Lack of Color

Ben Gibbard · Chris Walla · Nick Harmer · Nathan Good · Michael Schorr · Jason McGerr
Albums: You Can Play These Songs with Chords · Something About Airplanes · We Have the Facts and We're Voting Yes · The Photo Album · You Can Play These Songs with Chords (Reissue) · Transatlanticism · Plans